# Campionati mondiali di pentathlon moderno 2000
I campionati mondiali di pentathlon moderno 2000 si sono svolti a Pesaro, in Italia, dove si sono disputate le gare maschili e femminili, individuali ed a squadre.

## Risultati

### Maschili
| Evento              | Oro                                                          | Argento                                                 | Bronzo                                                   |
| Individuale         | Andrejus Zadneprovskis                                       | Gábor Balogh                                            | Nicolae Papuc                                            |
| A squadre           | Stati Uniti Chad Senior James Gregory Velizar Iliev          | Polonia Andrzej Stefanek Igor Warabida Marcin Horbacz   | Svezia Per-Olov Danielsson Michael Brandt Erik Johansson |
| Staffetta a squadre | Stati Uniti Velizar Iliev Vakht'ang Iagorashvili Chad Senior | Russia Aleksej Kubarev Rustem Sabirchuzin Denis Stojkov | Ungheria Ákos Kállai Gergely Kovács Ádám Madaras         |

### Femminili
| Evento              | Oro                                              | Argento                                                  | Bronzo                                                     |
| Individuale         | Pernille Svarre                                  | Paulina Boenisz                                          | Jeļena Rubļevska                                           |
| A squadre           | Polonia Dorota Idzi Paulina Boenisz Anna Sulima  | Regno Unito Kate Allenby Georgina Harland Stephanie Cook | Italia Fabiana Fares Claudia Cerutti Emanuela Gabella      |
| Staffetta a squadre | Ungheria Vivien Máthé Bea Simóka Zsuzsanna Vörös | Regno Unito Stephanie Cook Gwen Kinsey Sian Lewis        | Bielorussia Galina Bashlakova Zhanna Shubenok Anna Vnukova |

## Medagliere
| Posizione | Paese       |   |   |   | Totale |
| --------- | ----------- | - | - | - | ------ |
| 1         | Stati Uniti | 2 | 0 | 0 | 2      |
| 2         | Polonia     | 1 | 2 | 0 | 3      |
| 3         | Ungheria    | 1 | 1 | 1 | 3      |
| 4         | Danimarca   | 1 | 0 | 0 | 1      |
| 4         | Lituania    | 1 | 0 | 0 | 1      |
| 6         | Regno Unito | 0 | 2 | 0 | 2      |
| 7         | Russia      | 0 | 1 | 0 | 1      |
| 8         | Bielorussia | 0 | 0 | 1 | 1      |
| 8         | Italia      | 0 | 0 | 1 | 1      |
| 8         | Lettonia    | 0 | 0 | 1 | 1      |
| 8         | Romania     | 0 | 0 | 1 | 1      |
| 8         | Svezia      | 0 | 0 | 1 | 1      |
| Totale    | Totale      | 6 | 6 | 6 | 18     |